# Митрошино (Сарапульський район)
Митро́шино (рос. Митрошино) — присілок в Сарапульському районі Удмуртії, Росія.
Урбаноніми:
- вулиці — Дачна, Зелена, Квіткова, Лучна, Митрошинська, Молодіжна, Овражна, Озерна, Польова, Річкова, Садова, Трактова, Центральна

## Населення
Населення становить 42 особи (2010, 26 у 2002).
Національний склад (2002):
- росіяни — 92 %